# Kårberg
Kårberg är en småort i Askersunds kommun belägen i Snavlunda socken cirka 3 km från Skyllberg vid riksväg 50.
Samhället ligger mellan Östersjön (108 m ö.h.) och Fågelsjön (102 m ö.h.) och tillhör Åmmelångens avrinningsområde mot Vättern.